# إيلختشي عليا
إيلختشي عليا (بالإنجليزية: Ilkhchi-ye Olya)‏ هي منطقة سكنية تقع في قسم اجارود المركزي الريفي (مقاطعة غرمي) في إيران. يقدر عدد سكانها بـ 80 نسمة .